# 12776 Reynolds
12776 Reynolds este un asteroid din centura principală de asteroizi.

## Descriere
12776 Reynolds este un asteroid din centura principală de asteroizi. A fost descoperit pe 12 august 1994 la Observatorul La Silla de Eric Walter Elst. El prezintă o orbită caracterizată de o semiaxă mare de 2,56 ua, o excentricitate de 0,06 și o înclinație de 3,6° în raport cu ecliptica.